# シャネルズ・ベスト
『シャネルズ・ベスト』は、1981年11月1日に発売されたシャネルズ（後のラッツ&スター）初のベスト・アルバム。

## 解説
- シングル『ランナウェイ』・オリジナル・アルバム『Mr.ブラック』からライブ・アルバム『LIVE AT WHISKY A GO GO』までの中から選ばれた、初のベスト盤。
- 田代マサシ画による、メンバーの似顔絵ステッカーがついた。
- アルバム初収録曲は、シングル盤のA1「涙のスウィート・チェリー」・A面2「ハリケーン」と、本作唯一の新録であるB6の「胸騒ぎのクリスマス」。B6は、1996年発売のベスト盤『BACK TO THE BASIC〜The Very Best of RATS&STAR〜』で15年の時を経て初CD化された。
- シャネルズ時代からラッツ&スター時代までのアルバムで『シャネルズ・ベスト2』と共に、CD化されていない。

## 収録曲
A面
1. 涙のスウィート・チェリー
  - 作詞：湯川れい子／作曲・編曲：井上大輔
  - 5thシングル
2. ハリケーン
  - 作詞：湯川れい子／作曲・編曲：井上大輔
  - 4thシングル
3. 夢見る16歳
  - 作詞：佐藤善雄・桑野信義／作曲：鈴木雅之／編曲：シャネルズ
  - 2ndアルバム『Heart & Soul』収録。リードボーカルは佐藤&桑野
4. POISON IVY（LIVE）
  - 作詞：Jerry Leiber／作曲：Mike Stoller
  - ライブ・アルバム『LIVE AT WHISKY A GO GO』収録。
5. 月の渚-YOU'LL BE MINE-
  - 作詞：田村勇気／作曲：鈴木雅之／編曲：シャネルズ
  - 1stアルバム『Mr.ブラック』収録。
6. 街角トワイライト
  - 作詞：湯川れい子／作曲・編曲：井上忠夫
  - 3rdシングル

B面
1. ランナウェイ
  - 作詞：湯川れい子／作曲・編曲：井上忠夫
  - 1stシングル
2. トゥナイト
  - 作詞：湯川れい子／作曲・編曲：井上忠夫
  - 2ndシングル。
3. 涙のテレフォン
  - 作詞：田代マサシ／作曲：鈴木雅之／編曲：シャネルズ
  - 2ndアルバム『Heart & Soul』収録。リードボーカルは田代マサシ。
4. BAD BLOOD
  - 作詞・作曲：Jerry Leiber, Mike Stoller／編曲：シャネルズ
  - 1stアルバム『Mr.ブラック』収録。
5. 夜明けのワーク・ソング
  - 作詞：田代マサシ／作曲：鈴木雅之／編曲：シャネルズ
  - 2ndアルバム『Heart & Soul』収録。
6. 胸騒ぎのクリスマス
  - 作詞：田代マサシ／作曲：鈴木雅之／編曲：シャネルズ
  - 初のクリスマスソング。新録。

## 発売履歴
| 発売日        | 規格 | 規格品番 | 備考                                                   |
| ------------- | ---- | -------- | ------------------------------------------------------ |
| 1981年11月1日 | LP   | 28.3H-53 |                                                        |
| 1981年11月1日 | CT   | 28.6H-33 | LP盤とはジャケットが異なる、ステッカーシートも小サイズ |